# XMPlay
XMPlay, o Xmplay, è un software di riproduzione multimediale gratuito.

## Caratteristiche
Si tratta di un programma performante e leggero, altamente personalizzabile mediante le skin grafiche e i plugin. Il programma permette la riproduzione di tutti i principali formati audio e streaming o in forma nativa, o con l'installazione di plugin di estensione. Ha inoltre un equalizzatore audio integrato.
Il software, gratuito, non necessita di installazione ed è portable.
Tra le skin grafiche disponibili, alcune permettono la precisa riproduzione grafica e funzionale delle prime celebri versioni di Winamp.

## Storia
La prima versione di XMPlay fu pubblicata nel 1998, sotto lo sviluppo di Ian Luck. Inizialmente XMPlay era dedicato alla riproduzione di file in formato XM, e da ciò derivò il nome stesso del programma.
Il sito dedicato fu sviluppato e pubblicato online all'inizio del 2006 e successivamente riorganizzato nel 2010.

## Principali formati supportati
- Audio: Ogg, MP1, MP2, MP3, WMA, WAV, CDA, MO3, IT, XM, S3M, MTM, MOD, UMX, APE e altri
- Playlist: PLS, M3U, ASX, WAX e altri